# Shirine Boukli
Shirine Hajar Boukli (ur. 24 stycznia 1999) – francuska judoczka. Medalistka olimpijska z Paryża (2024) i olimpijka z Tokio (2020), gdzie zajęła siedemnaste miejsce wadze ekstralekkiej.
Wicemistrzyni świata w 2023, siódma w 2021; uczestniczka zawodów w 2022. Startowała w Pucharze Świata w 2017, 2018 i 2022. Złota medalistka mistrzostw Europy w 2020, 2022, 2023 i 2025. Wygrała wojskowe MŚ w 2021. Mistrzyni Francji w 2018 roku.

## Letnie Igrzyska Olimpijskie 2020
| Konkurencja | Eliminacje             | Klas. końcowa |
| Konkurencja | Przeciwnik I           | Miejsce       |
| ----------- | ---------------------- | ------------- |
| 48 kg       | Milica Nikolić (SRB) P | 17.           |

## Letnie Igrzyska Olimpijskie 2024
| Konkurencja | Eliminacje          | Eliminacje              | Eliminacje              | Repasaże               | Finały                 | Klas. końcowa |
| Konkurencja | Przeciwnik I        | Przeciwnik II           | 1/4                     | Przeciwnik I           | o 3 miejsce            | Miejsce       |
| ----------- | ------------------- | ----------------------- | ----------------------- | ---------------------- | ---------------------- | ------------- |
| 48 kg       | Tuğçe Beder (TUR) Z | Oumaima Bedioui (TUN) Z | Natsumi Tsunoda (JPN) P | Assunta Scutto (ITA) Z | Laura Martínez (ESP) Z | 3.            |